# ルネサンス デザイン・美容専門学校
ルネサンス デザイン・美容専門学校（ルネサンス デザイン・びようせんもんがっこう）は、静岡県浜松市中央区北田町にある専門学校。学校法人爽青会（そうせいかい）が運営している。

## 概要
1995年4月に3学科制にて開校。2005年5月に専門学校ルネサンスアカデミーへ校名を変更、総合デザイン学部・動物関係学部を新設。
2008年4月専門学校ルネサンス アカデミー 総合デザイン学部は「専門学校ルネサンス・デザイン アカデミー」として、
専門学校ルネサンス アカデミー 動物関係学部は「専門学校ルネサンス・ペット・アカデミー」として独立開校。
2020年4月専門学校ルネサンス・デザインアカデミーは、「ルネサンス デザイン・美容専門学校」へ校名変更。

## 設置学科
各学科の修業年限は2年または3年である。この他に、本科を修了した者を対象とした修業年限1年のマスター研究科（募集定員5名）がある。
- イラストレーション科 3年制（イラスト専攻・マンガ専攻・デザイン専攻）
- ブライダル・トータルビューティー科 2年制（ブライダルコース・ビューティーコース・エステコース）
- 美容師科 2年制（アーティストコース・トータルビューティーコース）

## 所在地・アクセス
〒430-0943 静岡県浜松市中央区北田町130-12
- JR浜松駅から徒歩13分
- 遠州鉄道遠州病院駅から徒歩3分